# Proberaum

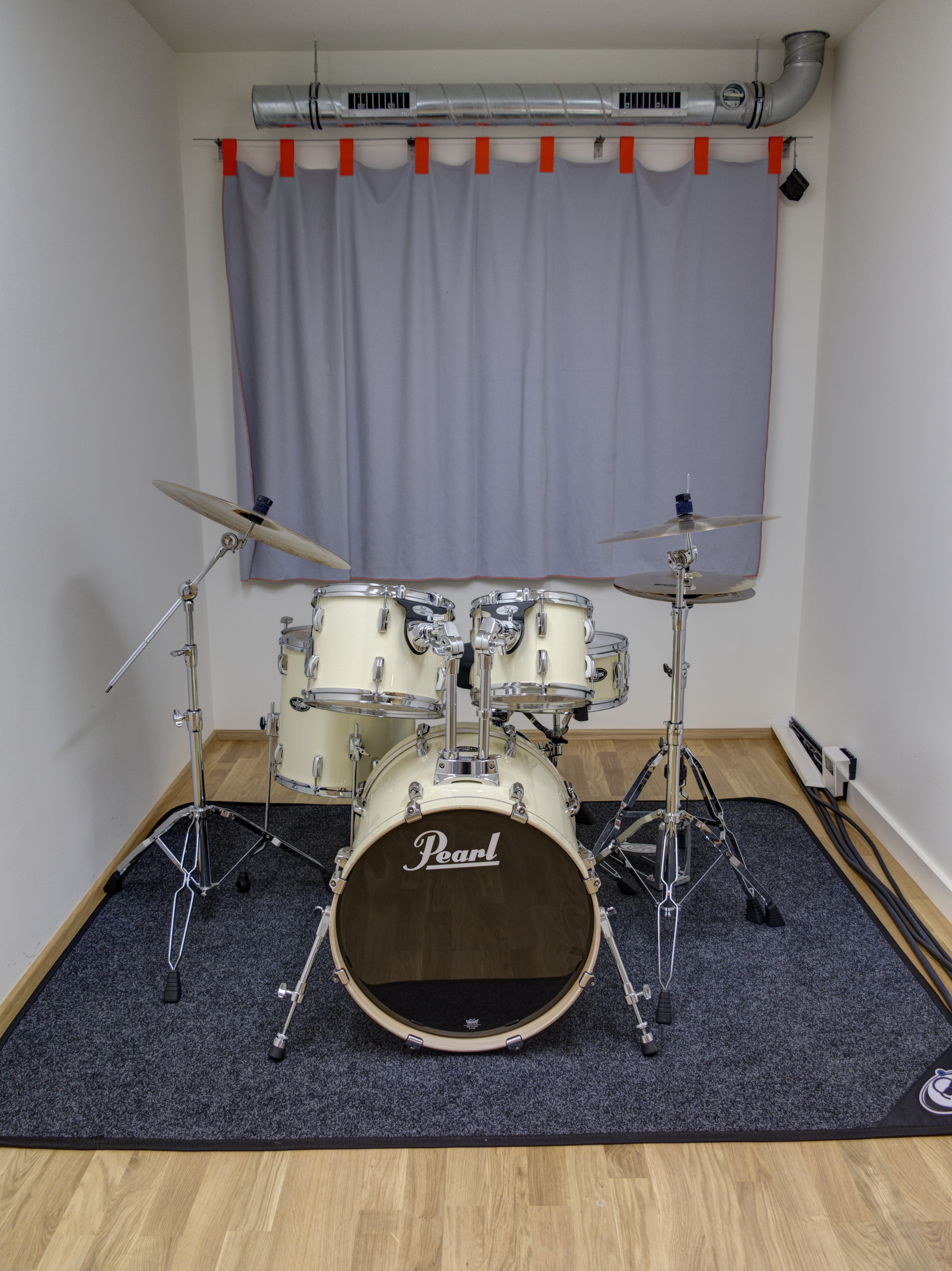
Proberaum in Wien

Ein Proberaum ist ein Raum, der beispielsweise von Musikern zu Probezwecken und manchmal auch zur Aufnahme von Musikstücken verwendet wird.
Üblicherweise sind Proberäume in Kellerräumen, Jugendhäusern und in einigen Fällen auch in alten Bunkern untergebracht. Gerade Bunker stellen durch ihre massive Bauweise eine gute Schallbarriere dar, die selbst bei hohem innerem Lautstärkepegel die Umwelt nicht so stark belastet. Oft wird im Innenraum die Akustik durch spezielle bautechnische Maßnahmen optimiert. Dieses ist insbesondere für Mikrofonaufnahmen wichtig. 
Durch speziell für den Akustikeinsatz entwickelten Schaumstoff, z. B. Pyramidenschaumstoff, kann der Lautstärkepegel und die Nachhallzeit des Proberaums frequenzabhängig gedämpft werden. Dabei trifft der Schall auf das offenporige Medium und wird durch Reibung in Wärme umgewandelt. Eierkartons eignen sich dagegen trotz weit verbreiteter Annahme nicht für eine akustische Optimierung des Innenraums, da der Schall bei diesem Medium nur gebrochen (umgelenkt), und nicht umgewandelt wird.
Dämpfungsmaßnahmen – die keine Dämmmaßnahmen sind – verbessern die Akustik innerhalb des Raums. Eine Verminderung der Lärmbelastung nach draußen wird kaum erreicht. Die Vorstellung, dass Dämpfmaßnahmen wie Pyramidenschaumplatten und Eierkartons die Schallbelastung außerhalb des Proberaumes isolieren, ist nicht richtig.
Ein schallisolierter Raum sollte luftdicht zur Außenwelt abgeschlossen sein. Außerdem müssen insbesondere die tieffrequenten Schwingungen durch Raum in Raum Systeme entkoppelt werden.